# 古爾德穹丘
72°14′S 100°35′W / 72.233°S 100.583°W
古爾德穹丘是南極洲的穹丘，位於埃爾斯沃思地，處於瑟斯頓島的東側，是黑爾冰川注入阿博特冰架的地點，現時由南極條約體系管理。